# 里奧·加馬奴
李安納度·加馬奴·迪·蘇沙（葡萄牙語：Leonardo Gamalho de Souza，1986年1月30日—），巴西职业足球运动员，现效力浦東中邦。
里奧於2005年在國際體育會開始他的職業生涯，2006年轉到保地花高，2007年再轉到阿美利加納泰。
2009年3月，他轉到中國發展，並簽訂了合同與瀋陽東進。2010年再轉到浦東中邦。

## 連結
- Leonardo Gamalho career at zerozerofootball[永久]
- Leonardo Gamalho career at sambafoot[]